# Jo Durie
Joanna Mary Durie (Bristol, 27 de Julho de 1960) é uma ex-tenista profissional inglesa.

## Grand Slam finais

### Duplas Mistas: 2 finais (2 títulos, 0 vices)
| Posição | Ano  | Campeonato      | Piso  | Parceiro     | Oponentes                   | Placar        |
| ------- | ---- | --------------- | ----- | ------------ | --------------------------- | ------------- |
| Campeã  | 1987 | Wimbledon       | Grama | Jeremy Bates | Nicole Provis Darren Cahill | 7–6(10), 6–3  |
| Campeã  | 1991 | Australian Open | Hard  | Jeremy Bates | Robin White Scott Davis     | 2–6, 6–4, 6–4 |

## WTA finals

### Duplas: 1 final (0 título, 1 vice)
| Posição | Ano  | Local         | Piso        | Parceira     | Oponentes                       | Placar   |
| ------- | ---- | ------------- | ----------- | ------------ | ------------------------------- | -------- |
| Vice    | 1984 | New York City | Carpete (I) | Ann Kiyomura | Martina Navratilova Pam Shriver | 6–3, 6–1 |